# Saxonia Bernsbach
Saxonia Bernsbach, auch bekannt als FC Saxonia Bernsbach, ist ein ehemaliger deutscher Sportverein aus Bernsbach. Er bestand zwischen 1910 und 1945 und die Fußballabteilung erlangte überregionale Aufmerksamkeit durch die zweimalige Teilnahme an der mitteldeutschen Meisterschaft. 

## Geschichte
Der Verein wurde im Jahr 1910 unter der Bezeichnung Saxonia Bernsbach gegründet. Erstmals in der Saison 1924/25 nahm die Mannschaft an der Gauliga Erzgebirge teil und schaffte als Siebter den Klassenerhalt. In der darauffolgenden Spielsaison stieg die Mannschaft aus der Gauliga Erzgebirge ab. Nachdem man zur Saison 1928/29 wieder in die Gauliga Erzgebirge aufgestiegen ist, konnte man mit dem vierten Platz den Klassenerhalt sichern. In der Saison 1929/30 verpasste man hinter dem FC Viktoria Lauter die Meisterschaft in der Gauliga Erzgebirge.
In der Spielzeit 1930/31 sicherte sich Saxonia Bernsbach vor knapp die Meisterschaft in der Staffel Erzgebirge und durch zwei Siege gegen den VfB 1912 Geyer sicherte sich die Mannschaft die erstmalige Teilnahme an der mitteldeutschen Meisterschaft. Dort traf die Mannschaft auf den 1. Vogtländischen FC Plauen und schied nach einer 1:10-Niederlage aus dem Wettbewerb aus.
In der Spielzeit 1931/32 verteidigten die Bernsbacher die Meisterschaft in der Staffel Erzgebirge und setzten sich durch zwei Siege auch im Finale Gau Erzgebirge gegen den DSC Weipert durch und qualifizierte sich dadurch für die mitteldeutschen Meisterschaft. In der ersten Runde traf man auf den Dresdner SC und verpasste durch eine 1:6-Niederlage die nächste Runde.
Nachdem Saxonia Bernsbach in der Saison 1932/33 nur den dritten Platz Staffel Erzgebirge belegt hat, qualifizierte man sich nicht für die neu eingeführte erstklassige Gauliga Sachsen und wurde den unteren Ligen zugeordnet. 1939/40 gelang Bernsbach der Aufstieg in die zweitklassige Fußball-Bezirksklasse Plauen-Zwickau (Staffel Westerzgebirge). 1941/42 konnte die Staffel Westerzgebirge im Finale gegen Teutonia Bockau gewonnen werden, Bernsbach qualifizierte sich dadurch für die Entscheidungsspiele um die Teilnahme an der Aufstiegsrunde zur Gauliga Sachsen. Der VfB Glauchau war jedoch in beiden Spielen überlegen, Saxonia Bernsbach verlor Hin- und Rückspiel jeweils 1:5. Im Jahr 1945 wurde der Verein aufgelöst.

## Personen
- Karl Wolf
- Siegfried Wolf

## Nachfolge
Nachdem der Verein 1945 aufgelöst worden war, wurde die SG Bernsbach als inoffizieller Nachfolger neu gegründet. Die SG Bernbach ging durch den Einstieg der Sportvereinigung Aufbau sowie des ortsansässigen Trägerbetriebes Bauunion Aue 1951 in der BSG Aufbau Aue-Bernsbach auf. Die Betriebssportgemeinschaft qualifizierte sich für den FDGB-Pokal 1958. Nach der Wiedervereinigung wurde der SV Saxonia Bernsbach als Nachfolger der BSG Aufbau Aue-Bernsbach gegründet. Die Mannschaft spielt seitdem ausnahmslos im erzgebirgischen Amateurfußball.